# Gunung Anyar Tambak
Gunung Anyar Tambak is een bestuurslaag in het regentschap Soerabaja van de provincie Oost-Java, Indonesië. Gunung Anyar Tambak telt 7925 inwoners (volkstelling 2010).